# Могила Николая Обосенко
Захоронение Николая Евграфовича Обосенко находится на русском участке христианского кладбища г. Мензель-Бургиба (г. Ферривиль) в Тунисской Республике и входит в Перечень находящихся за рубежом мест погребения, имеющих для Российской Федерации историко-мемориальное значение (распоряжение Правительства Российской Федерации от 11.11.2010 г. № 1948-р, с изменениями от 28.08.2012 г. № 1551-р, от 04.03.2014 г. № 310-р, от 13.07. 2016 г. № 1493, от 09.06.2017 г. № 1197-р).
Могила Н. Е. Обосенко поддерживается в надлежащем состоянии представительством Россотрудничества в Тунисской Республике, Посольством России в Тунисе и волонтерами Тунисской ассоциации «Российское наследие».

## Описание и значение

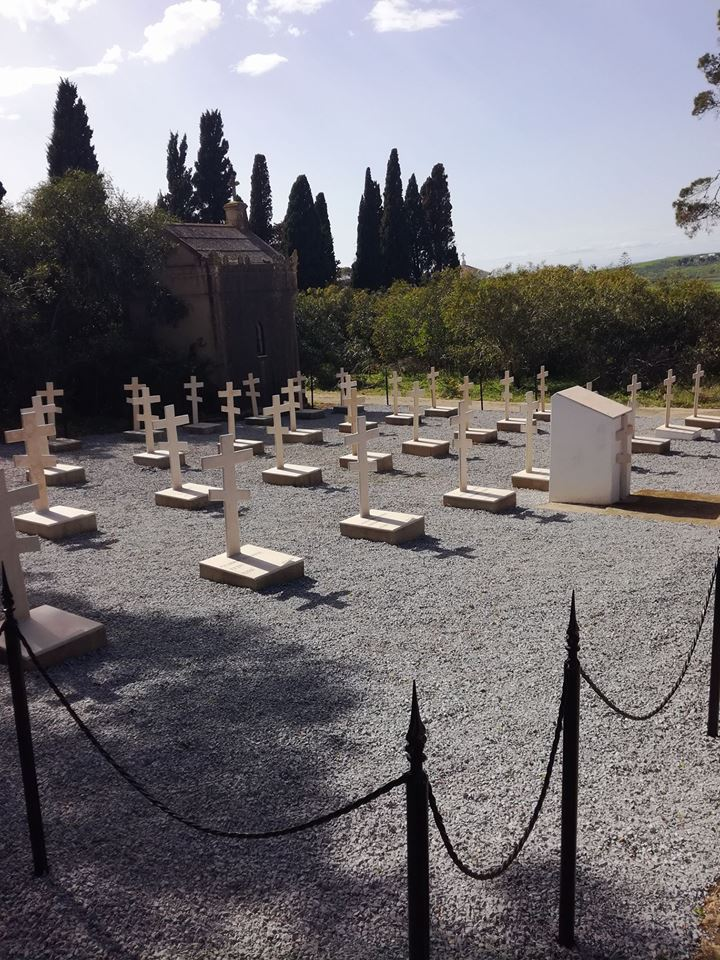
Русский участок на кладбище г. Мензель-Бургиба

Обосенко (Обозенко, Обозненко) Николай Евграфович — полковник, родился в 1866 г. В службе с 1887 г., офицером с 1890 г., есаул (1902—1903). Воевал в Вооруженных силах Юга России (ВСЮР) и Русской армии до эвакуации Крыма. Был ранен и эвакуирован в Бизерту на госпитальном судне «Цесаревич Георгий». Умер около 6 января 1921 г. на пути из Константинополя в Бизерту. На надгробной плите сохранилась следующая надпись: Obosenko Nicola Colonel Russe 6.1.1921.
На христианском кладбище г. Мензель-Бургиба в Тунисе находится крупнейший в стране сербский военный некрополь с мемориалом периода Первой мировой войны. Русский участок находится недалеко от входа на кладбище, с правой стороны от центральной аллеи. Здесь компактно расположены 35 русских захоронений, датирующихся в основном 1921 г. и связанных с историей Русского исхода и Русской эскадры, прибывшей в конце 1920 — начале 1921 г. в Бизерту.
Ремонтные работы на этом участке были проведены Посольством Российской Федерации в Тунисской Республике в начале 2000-х гг., и тогда на новые мраморные надгробия были перенесены с могильных металлических табличек разрушенных крестов все имеющиеся данные. Фамилии и имена приведены во французской транслитерации, указана дата смерти/похорон, воинское звание и принадлежность к России (Russe). Имена сохранились лишь на 22 плитах. С 2018 г. волонтерами Тунисской ассоциации «Российское наследие» из числа соотечественников и тунисцев на регулярной основе проводятся работы по содержанию данного участка в достойном виде. Также волонтерами была проведена поисковая работа по восстановлению фамилий. К настоящему времени на основе сверки имеющихся биографических списков, мартирологов и архивного документа, предоставленного Посольством Франции в Тунисе, установлены имена и некоторые биографические сведения обо всех россиянах, захороненных на данном участке христианского кладбища г. Мензель-Бургиба (быв. Ферривиль).